# Malínivka (Bakhtxissarai)
Malínivka (en ucraïnès: Малинівка, en rus: Малиновка, Malínovka) és un poble de la República Autònoma de Crimea a Ucraïna, que el 2014 tenia 336 habitants. Pertany al districte de Bakhtxissarai. Fins al 1948 la vila es deia Lenka-Kabazi.

## Població
Segons les dades del 2001 la composició de la població de la vila de Malínivka d'acord amb la llengua que empren és la següent:
| Llengua  | %     |
| -------- | ----- |
| Rus      | 61,81 |
| Tàtar    | 30,74 |
| Ucraïnès | 6,15  |